# Tina Maze
Tina Maze (Slovenj Gradec, 2. svibnja 1983.), bivša je slovenska alpska skijašica. 
Ima 26 pobjeda u Svjetskom skijaškom kupu, a najveći vrhunac karijere dosegla je na Olimpijskim igrama u Sočiju 2014., kada je osvojila zlatnu medalju u spustu, koju je podijelila sa Švicarkom Dominique Gisin. To je bio tada i najveći uspjeh slovenskog zimskog sporta na olimpijskim igrama u povijesti, te prva zlatna medalja. Na Olimpijskim igrama u Vancouveru 2010. osvojila je srebrna odličja - u superveleslalomu i veleslalomu. 
Osim tih odličja, ima 4 zlatne i 5 srebrne medalja sa svjetskih prvenstava.
Osvojila je veliki globus u sezoni 2012./13. i s 2414 bodova postavila novi rekord u ukupnom broju bodova koji je do tada držao Hermann Maier s osvojenih 2000 bodova. 

## Pobjede u Svjetskom skijaškom kupu
26 pobjeda (14 u veleslalomu, 3 u kombinaciji, 4 u spustu, 1 u super-veleslalomu i 4 u slalomu).
| Datum               | Mjesto održavanja      | Disciplina        |
| ------------------- | ---------------------- | ----------------- |
| 26. listopada 2002. | Sölden                 | veleslalom        |
| 22. prosinca 2004.  | St. Moritz             | veleslalom        |
| 8. siječnja 2005.   | Santa Caterina         | veleslalom        |
| 22. siječnja 2005.  | Maribor                | veleslalom        |
| 22. listopada 2005. | Sölden                 | veleslalom        |
| 2. veljače 2008.    | St. Moritz             | spust             |
| 10. siječnja 2009.  | Maribor                | veleslalom        |
| 14. ožujka 2009.    | Åre                    | veleslalom        |
| 11. ožujka 2010.    | Garmisch-Partenkirchen | veleslalom        |
| 4. ožujka 2011.     | Tarvisio               | super-kombinacija |
| 18. ožujka 2011.    | Lenzerheide            | slalom            |
| 27. listopada 2012. | Sölden                 | veleslalom        |
| 24. studenog 2012.  | Aspen                  | veleslalom        |
| 7. prosinca 2012.   | St. Moritz             | veleslalom        |
| 9. prosinca 2012.   | St. Moritz             | super-kombinacija |
| 16. prosinca 2012.  | Courchevel             | veleslalom        |
| 13. siječnja 2013.  | St. Anton              | super-veleslalom  |
| 27. siječnja 2013.  | Maribor                | slalom            |
| 24. veljače 2013.   | Méribel                | super-kombinacija |
| 8. ožujka 2013.     | Garmisch-Partenkirchen | spust             |
| 10. ožujka 2013.    | Ofterschwang           | slalom            |
| 17. ožujka 2013.    | Lenzerheide            | veleslalom        |
| 25. siječnja 2013.  | Cortina d'Ampezzo      | spust             |
| 15. studenog 2014.  | Levi                   | slalom            |
| 5. prosinca 2014.   | Lake Louise            | spust             |
| 12. prosinca 2014.  | Åre                    | veleslalom        |

## Olimpijski rezultati
| Godina | Starost | Slalom | Veleslalom | Super-G | Spust | Kombinacija |
| ------ | ------- | ------ | ---------- | ------- | ----- | ----------- |
| 2002.  | 18.     | —      | 12.        | —       | —     | —           |
| 2006.  | 22.     | —      | 12.        | 39.     | —     | —           |
| 2010.  | 26.     | 9.     | 2.         | 2.      | 18.   | 5.          |
| 2014.  | 30.     | 8.     | 1.         | 5.      | 1.    | 4.          |

## Svjetska prvenstva
| Godina | Starost | Slalom        | Veleslalom    | Super G | Spust | Kombinacija   |
| ------ | ------- | ------------- | ------------- | ------- | ----- | ------------- |
| 2001.  | 17      | 16            | 22            | 32      | —     | —             |
| 2003.  | 19      | nije završila | 5             | —       | —     | —             |
| 2005.  | 21      | nije završila | nije završila | 6       | —     | 10            |
| 2007.  | 23      | nije završila | 22            | 14      | —     | nije završila |
| 2009.  | 25      | —             | 2             | 5       | 14    | nije završila |
| 2011.  | 27      | 5             | 1             | 11      | 5     | 2             |
| 2013.  | 29      | 5             | 2             | 1       | 7     | 2             |
| 2015.  | 31      | 8             | 5             | 2       | 1     | 1             |

## Vanjske poveznice
- Službena stranica  Arhivirana inačica izvorne stranice od 22. siječnja 2009. (Wayback Machine)
- FIS-ova statistika  Arhivirana inačica izvorne stranice od 12. lipnja 2011. (Wayback Machine)